# أي أس-2
 تُعد أي أس-1 المعاد تصميمها أي أس-2 لأسباب أمنية أول نموذج للدبابات الثقيلة السوفيتية من سلسلة دبابات يوسف ستالن. وشهدت القتال في الحرب العالمية الثانية وكذلك الخدمة في الدول الحليفة للاتحاد السوفيتي بعد الحرب.

## التصميم والإنتاج

### اوبجكت 237 كي فيه-85 و أي أس-85 / أي أس-1

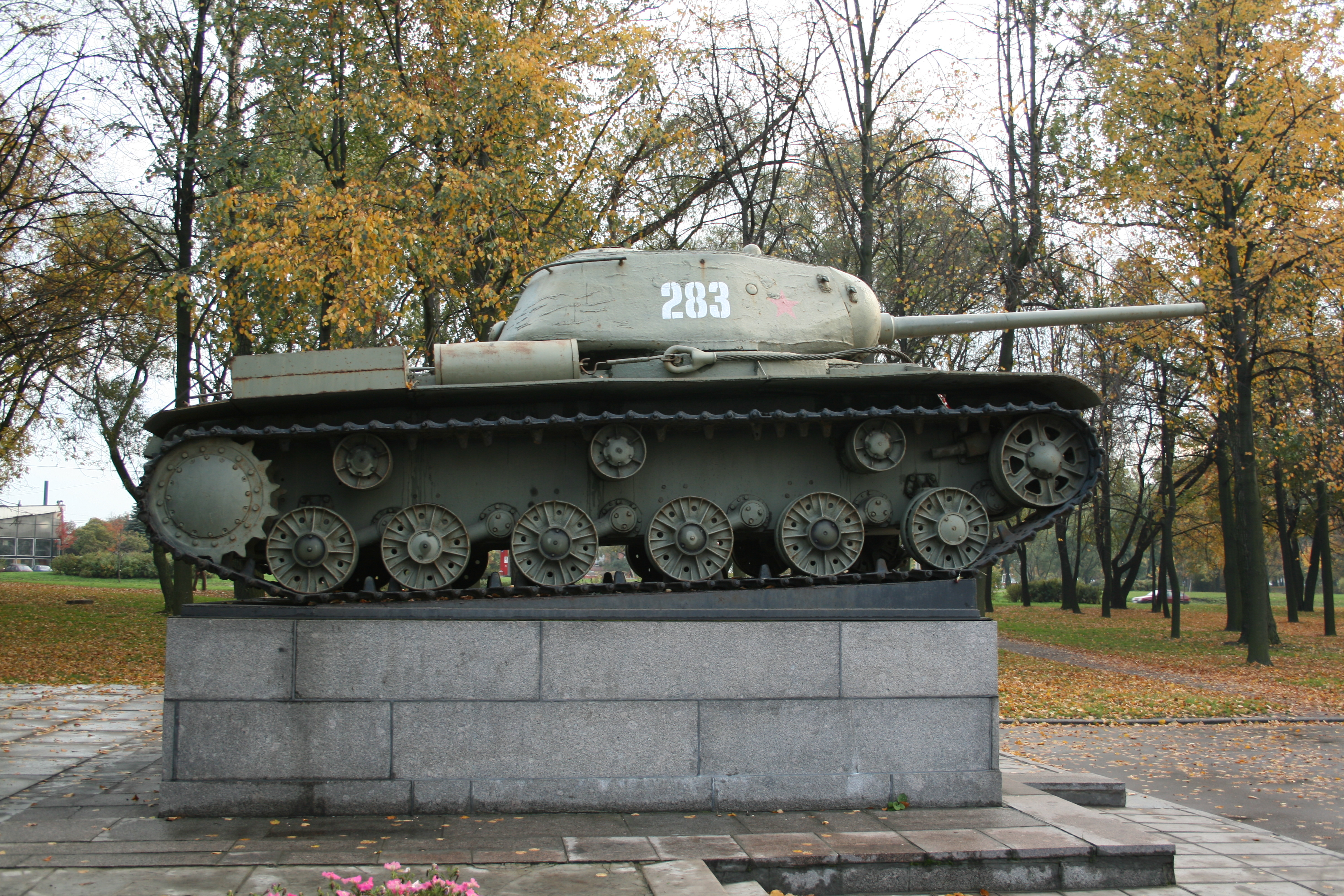
كان كي فيه-85. لاحظ هيكل دبابة كي فيه المعدَّل.

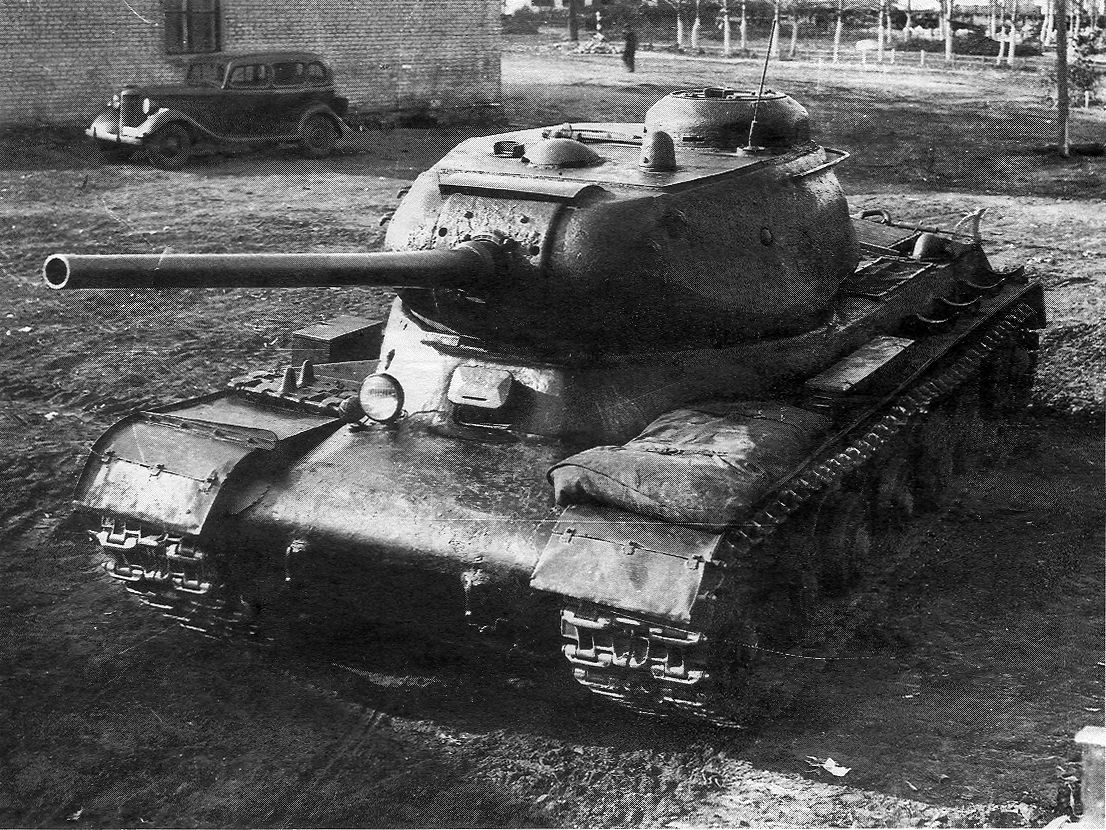
IS-85 (IS-1) النموذج الأولي مجهز بمدفع D-5T. تم استبدال الموديلات المحولة IS-2 لاحقًا بمدفع D-25T عيار 122 ملم مع الاحتفاظ بنفس الهيكل.

تعرضت دبابة كي في-1 لانتقادات من قِبل أطقمها بسبب ضعف حركتها وعدم وجود سلاح ذو عيار أكبر من الدبابة المتوسطة تي-34 . كانت الدبابة أغلى بكثير من دبابة تي-34، دون أن يكون لها أداء قتالي أكبر. أمرت موسكو بعض خطوط تجميع كي فيه-1 بالتحول إلى إنتاج تي-34، مما أدى إلى مخاوف من توقف إنتاج كي في-1 وإغلاق مكتب تصميم SKB-2، بقيادة Kotin.  في عام 1942، تمت معالجة هذه المشكلة جزئيًا بواسطة دبابة KV-1S، التي كانت تحتوي على درع أرق من الأصلي، مما يجعلها أخف وزنا وأسرع. كانت المنافسة مع تي-34 ولكن على حساب عدم وجود دروع أثقل. تم استبدال إنتاج KV-1S تدريجياً بـ SU-152  وانتهى في أبريل 1943. 
أدى الاستيلاء على دبابة نايجر الألمانية في يناير 1943 إلى قرار تطوير دبابة ثقيلة جديدة، والتي أعطيت الاسم الرمزي أوبجكت 237.  قبل اوبجكت 237 كان لديه وقت لتنضج، قتال الدبابات المكثف في صيف عام 1943 طالب ب استجابة. تم تكليف فريق Dukhov بإنشاء خزان KV مؤقت ، KV-85 ، كان مسلحًا بمدفع 52-K من طراز SU-85 ، 85   مم D-5T ، التي أثبتت قدرتها على اختراق Tiger I من 1,000 متر (1,100 يارد) . تم إنشاء KV-85 عن طريق تثبيت برج 237 كائن على بدن KV-1S. لاستيعاب برج 237 الكائن، تم تعديل بدن KV-1S ، مما زاد قطر حلقة البرج مع شرائح على جوانب البدن. تم استبدال مشغل الراديو بحامل ذخيرة لأكبر 85 جهازًا   ذخيرة ملم. بعد ذلك، تم نقل الهيكل المعدني MG إلى الجانب المقابل للسائق وتم تثبيته في مكانه ليتم تشغيله بواسطة السائق. من سبتمبر إلى أكتوبر 1943 ، تم إنتاج ما مجموعه 130 كيلو فولت - 85 ثانية، قبل أن تبدأ خطوط التجميع في التحول. مثل KV-1S ، خدمت KV-85 بأعداد متناقصة وسرعان ما طغت عليها سلسلة IS المتميزة. 